# Maïda Arslanagić
Maïda Arslanagić est une handballeuse croate née le 20 avril 1984 à Banja Luka en Bosnie-Herzégovine. Elle évolue au poste d'arrière gauche.

## Biographie
Elle est la fille d'Abas Arslanagić, ancien gardien de handball de l'équipe de Yougoslavie champion olympique en 1972.

## Palmarès

### En club
compétitions nationales
- Championnat de Croatie (1) : 2004
- Coupe de Croatie (2) : 2005 et 2007
- Championnat de France de D2 (1) : 2013

compétitions internationales
- Finaliste de la Coupe d'Europe des vainqueurs de coupe (1) : 2010

### En équipe nationale
Championnats d'Europe
- 8e place au Championnat d'Europe 2008

Jeux olympiques
- 7e place aux Jeux olympiques de Londres en 2012

### Distinctions individuelles
- Élue handballeuse croate de l'année en 2004